# Zeitschrift für Physikalische Chemie
Zeitschrift für Chemie Physikalische é um periódico científico da área de físico-química publicado na Alemanha. Seu nome significa literalmente "Jornal de físico-química", mas o seu subtítulo oficial em inglês é "International journal of research in physical chemistry and chemical physics". Sua ênfase está na pesquisa experimental. O fator de impacto da revista em 2014 foi de 1 356.
Foi fundada em agosto de 1887 por Wilhelm Ostwald, Jacobus Henricus van 't Hoff e Svante Arrhenius como o primeiro periódico científico específico para publicações  no campo da físico-química. Todos os três foram agraciados com o Prêmio Nobel de Química entre 1901-1909.